# Bertel Appelberg
Gustav Bertel Appelberg, född 11 juli 1890 i Kymmene, död 10 september 1977 i Helsingfors, var en finländsk förläggare, bror till militären Runar Appelberg.
Appelberg var direktör för bokförlaget Söderström & Co åren 1917–1960. Han doktorerade 1944 med avhandlingen Teorierna om det komiska under 1600- och 1700-talet, och har även gett ut boken De fyra musketörerna (1969) om verkligheten bakom Alexandre Dumas roman.